# Índice espectral
En astronomía se denomina índice espectral a la pendiente de la emisión electromagnética de un cuerpo celeste a una frecuencia dada o entre dos frecuencias cercanas. El uso del índice espectral supone que la emisión sigue la forma de una ley de potencias, es decir, {\displaystyle S\propto \nu ^{\alpha }} donde {\displaystyle S} es el flujo electromagnético, {\displaystyle \nu } es la frecuencia y α sería el índice espectral. El índice espectral se suele calcular a partir de la emisión a dos frecuencias distintas, siendo en este caso la pendiente del flujo entre las dos frecuencias y calculándose como:
{\displaystyle \alpha ={\frac {\log(S_{1}/S_{2})}{\log(\nu _{1}/\nu _{2})}}}
Se usa fundamentalmente en radioastronomía y da una idea de la forma de la emisión y por lo tanto de las características físicas del cuerpo que genera esa emisión. Un cuerpo con emisión térmica en la zona donde la aproximación de Rayleigh-Jeans es válida tiene un índice espectral de +2. Un cuerpo celeste que emite radiación sincrotrón tiene un índice espectral negativo con una pendiente canónica de -0,7. 